# Jezioro Pierzchalskie
Jezioro Pierzchalskie (również Zbiornik Pierzchalski) – sztuczny zbiornik wodny na rzece Pasłęce w gminie Płoskinia w powiecie braniewskim, utworzony w 1916 roku w celu spiętrzenia wody na potrzeby Elektrowni Pierzchały oraz stanowiący zbiornik retencyjny.

## Historia
Geneza Jeziora Pierzchalskiego wiąże się z planami inż. Carla Ziese, właściciela stoczni Schichau-Werke, wybudowania na Pasłęce elektrowni wodnej, mającej zasilać w energię elektryczną powiat braniewski oraz elbląską filię zakładu Schichau-Werke.
W 1912 roku opracowano plany przedsięwzięcia oraz odkupiono od gminy Płoskinia należące do niej tereny w dolinie rzeki Pasłęki, przeznaczone do zatopienia przez spiętrzenie wody w zbiorniku zaporowym.
Prace ziemne zostały rozpoczęte w 1913 roku, przy budowie pracowało najpierw ok. 400 robotników z Włoch. Prace wykonywano najpierw ręcznie przy pomocy prostych narzędzi – łopat i taczek, później również przy pomocy dostarczonych z elbląskiej fabryki Schichau-Werke koparek parowych. Budowę zapory i elektrowni przerwał wybuch I wojny światowej. Następnie wznowiono prace przy pomocy jeńców z Rosji i innych państw podległych panowaniu caratu, w tym też Polaków. Łączna liczba pracowników dochodziła do 566 osób.
Całość prac – śluzy, kanał derywacyjny i elektrownia – została zakończona w marcu 1916 roku, po czym zamknięto śluzy i jezioro zostało napełnione. Jezioro Pierzchalskie przetrwało bez żadnych zmian do czasów obecnych, gdyż II wojna światowa oszczędziła szczęśliwie tę oddaloną od miast i szlaków komunikacyjnych budowlę hydrotechniczną.

## Warunki przyrodnicze
Jezioro Pierzchalskie ma urozmaiconą linię brzegową, szczególnie w części południowej. Na jeziorze znajdują się dwie wyspy, z których większa położona jest blisko wpływu Pasłęki. W tej okolicy występuje też licznie pływająca i zanurzona roślinność wodna, przez którą przebija się nurt rzeki. Druga wyspa znajduje się około 500 m poniżej przystani należącej do Nadleśnictwa Zaporowo, w pobliżu ścieżki dydaktycznej. Jezioro jest odwiedzane przez wędkarzy ze względu na dobre warunki do połowu ryb. Most drogowy na drodze powiatowej 1330N w okolicy miejscowości Trąbki spina dwa stoki dawnej doliny rzecznej w jej największym przewężeniu. Na terenie zalewu znajduje się niestrzeżone kąpielisko, dzikie plaże i liczne stanowiska do połowu ryb.
Jezioro Pierzchalskie stanowi również zbiornik retencyjny o pojemności powodziowej ok. 4 mln m³.
Ze zbiornika Pasłęka wypływa dwoma ramionami – prawe ramię, płynące w naturalnej dolinie Pasłęki odprowadza niewielką ilość wody, z wyjątkiem zrzutów wody w okresach powodziowych. Lewe ramię, będące wykonanym w latach 1913–1915 przekopem o długości 1270 m, jest kanałem derywacyjnym, odprowadzającym niemal całą ilość wody do elektrowni.
17 kwietnia 1965 na części Jeziora Pierzchalskiego od mostu w Trąbkach w górę rzeki został utworzony Zarządzeniem Ministra Leśnictwa i Przemysłu Drzewnego rezerwat pod nazwą „Rezerwat Bobrowej Dębiny”. Zniesiony 5 stycznia 1970 roku, w jego miejsce utworzono rezerwat „Ostoja bobrów na rzece Pasłęce”, obejmujący już cały obszar jeziora.

## Galeria zdjęć

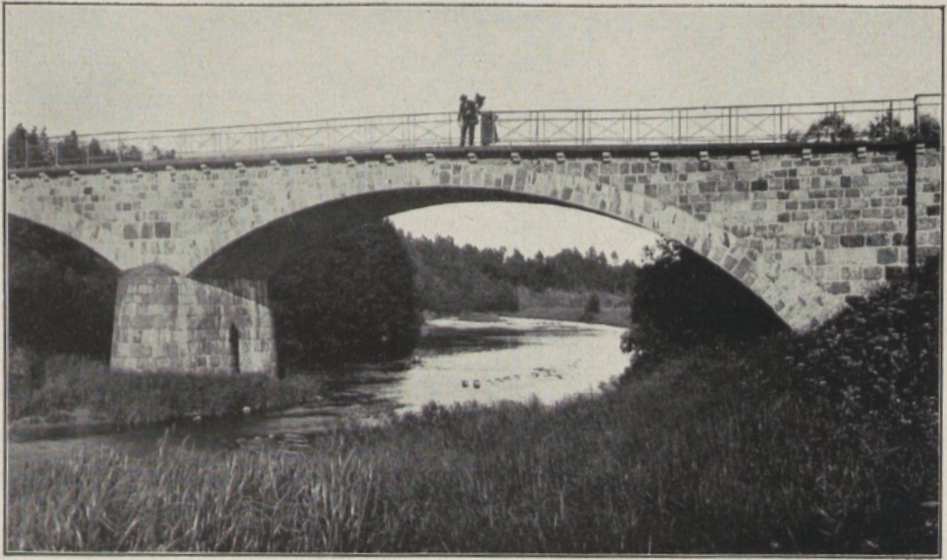
Most w Trąbkach przed powstaniem jeziora
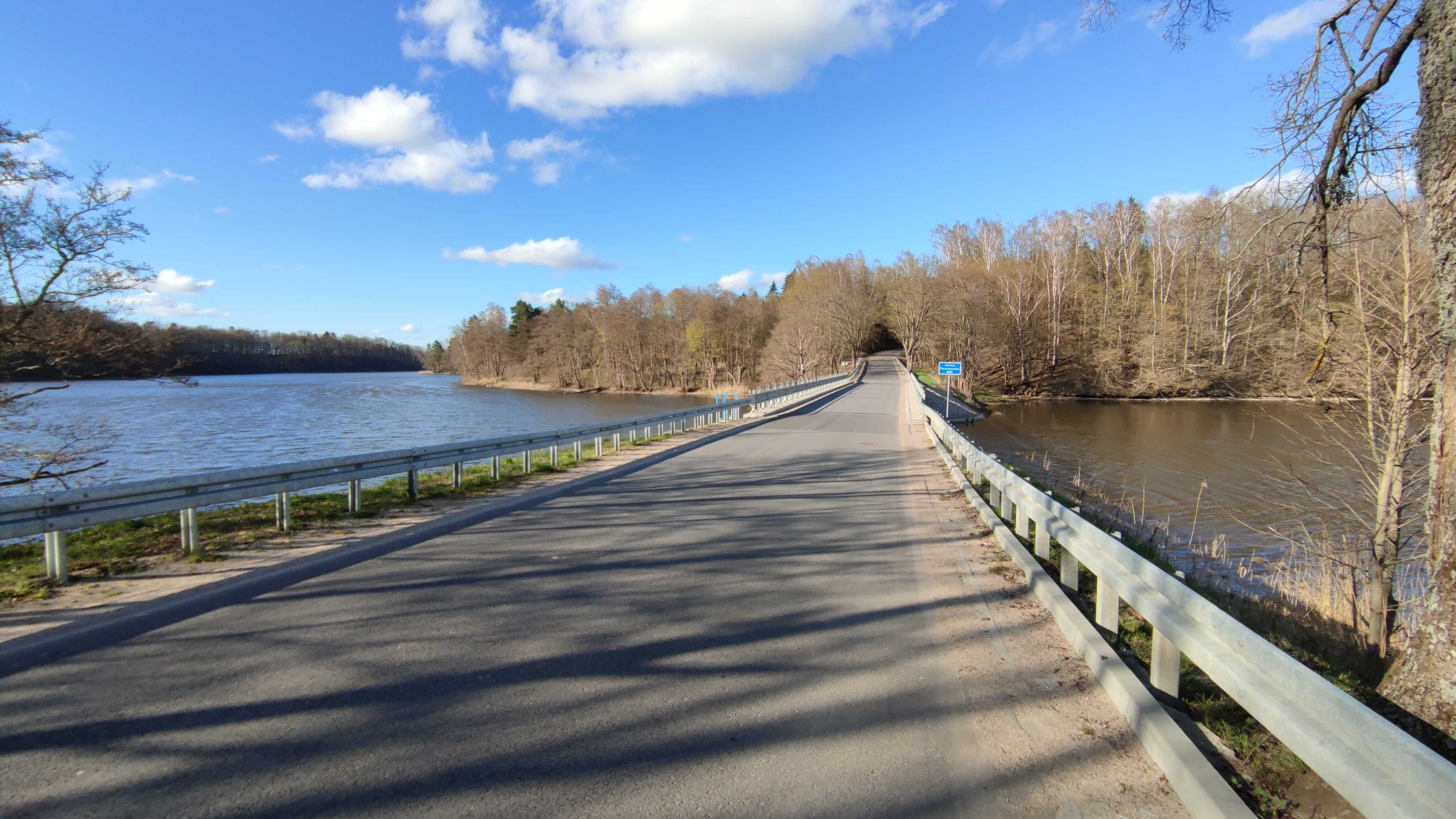
Most współcześnie
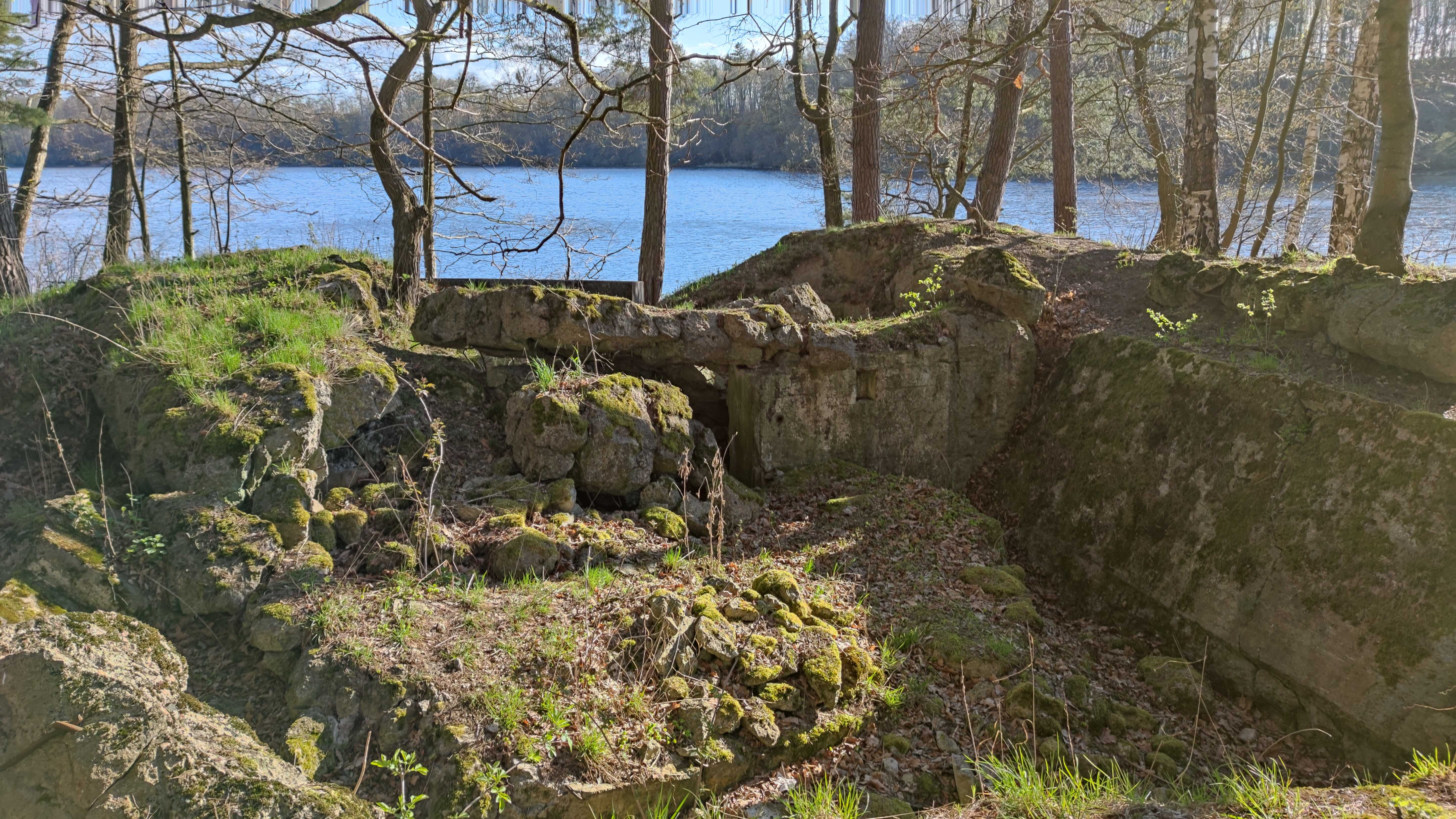
Liczne ruiny bunkrów wzdłuż wschodniego brzegu jeziora
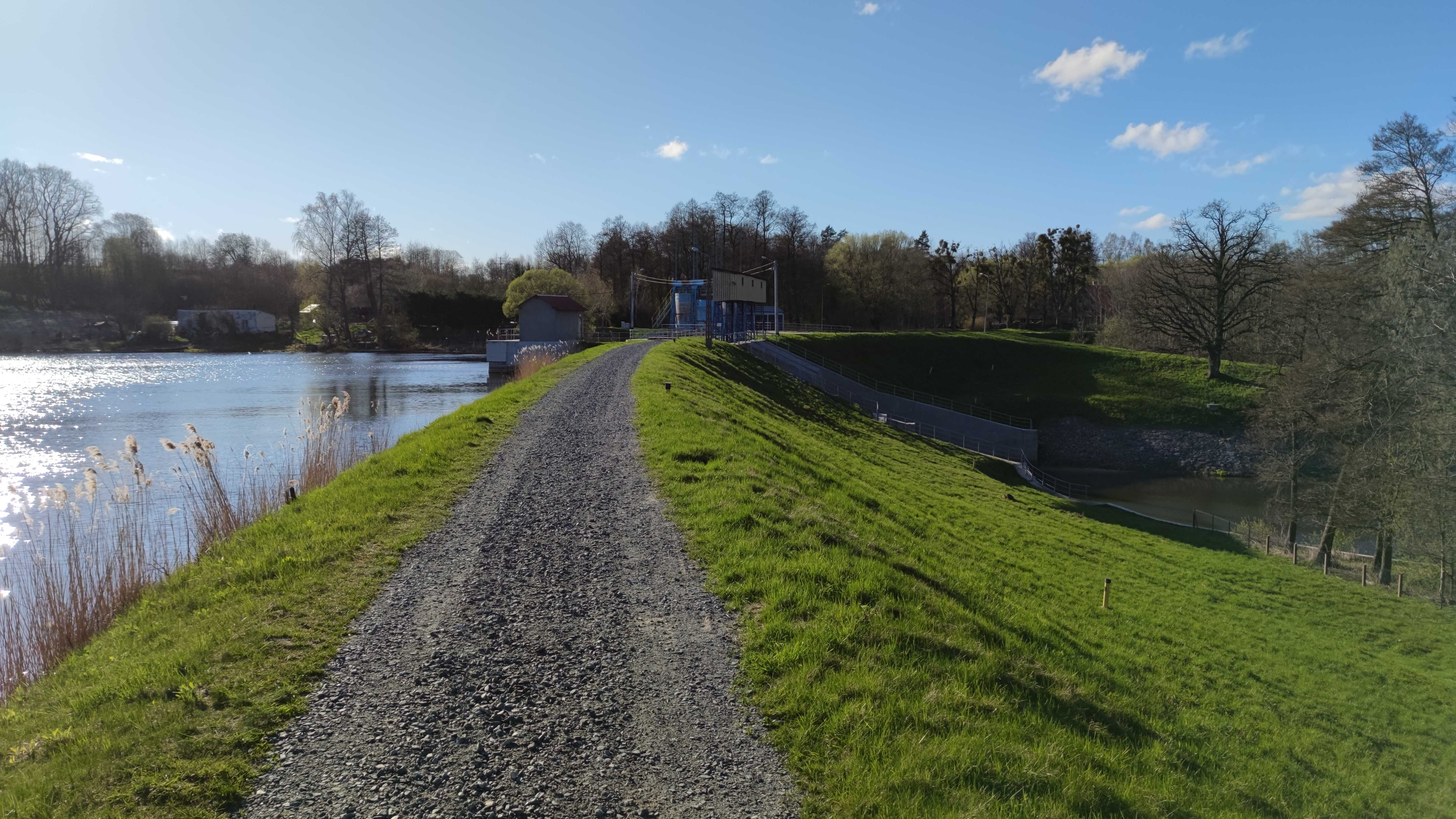
Wał spiętrzający wodę w zbiorniku
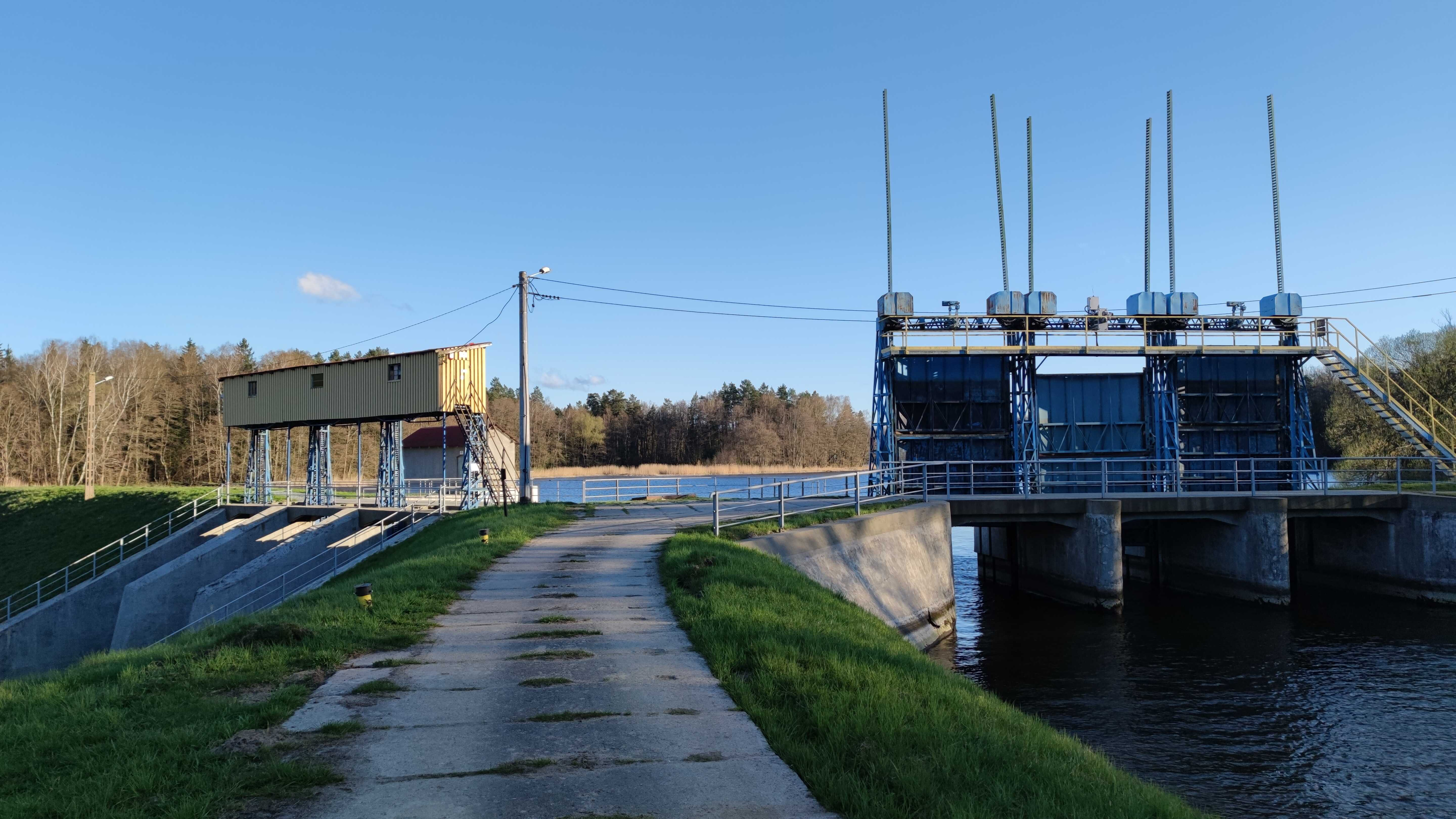
Urządzenia hydrotechniczne zamykające zbiornik wodny